# Santiago Ahuizotla
Santiago Ahuizotla es un pueblo originario localizado en la alcaldía Azcapotzalco. Desde el siglo XX su territorio constituye una colonia de dicha demarcación.

## Toponimia
Ahuizotla es una corrupción del topónimo náhuatl Ahuexotla que significa "en los ahuejotes de agua". o según Cecilio Robelo "en los sauces del agua". Robert H. Barlow, por su parte, propuso la traducción "en los cazueleros". Santiago se refiere al santo católico Santiago, nombre que se le habría incorporado tras la evangelización en la Nueva España.

## Geografía física
Santiago Ahuizotla se ubica a suroeste de la alcaldía Azcapotzalco, casi al límite con el municipio de Naucalpan del Estado de México. Urbanizada como una colonia de la capital mexicana, los límites de esta serían al norte la calle Macario Gaxiola, al poniente las calles Elpidio Cortéz, Francisco Bertani, Emilio Carranza, Jesús Capistrán y Hermenegildo Galeana; al sur la calzada de la Naranja; al oriente las calles Campo Cobo, camino a Nextengo, Providencia, Del Sol, Acatepec y Quezala.

## Historia
En la zona de Ahuizotla diferentes excavaciones arqueológicas han encontrado restos humanos y materiales que han sido datados en el periodo clásico mesoamericano. Tales evidencias como esqueletos y sus respectivos entierros, restos cerámicos y restos líticos demuestran una fuerte influencia de Teotihuacán en la zona, confirmando el dominio que alcanzó dicho altépetl más allá de sus propios límites geográficos. En 1934 George Vaillant lideró la excavación del sitio denominado El Corral I y II en las inmediaciones de la capilla de Ahuizotla, en donde se encontrarían núcleos urbanos con estas características que corresponderían a distintas etapas del esplendor de Teotihuacán.
Tras el ascenso de Azcapotzalco, el altépetl de los tepaneca en el siglo XV como dominante Ahuexotla se convertiría en parte de este dominio. Tras la conquista de México serían restituido al dominio de Azcapotzalco algunos antiguos calpullis entre ellos Ahuexotla. La orden de los dominicos construiría distintas capillas en las antiguas poblaciones tepanecas, llegando la construcción al poblado ya denominado como Santiago Ahuizotla en el siglo XVII.
En 1930 el gobierno mexicano expropió terrenos ejidales pertenecientes al pueblo de Ahuizotla para construir la Refinería de Azcapotzalco.

### Arqueología
Ahuizotla ha sido un sitio en el que se han encontrado numerosos restos arqueológicos que han sido estudiados desde inicios del siglo XX, época en la que la cantidad de zonas por explorar suscitó el interés del estudio antropológico y arqueológico. De 1913 a 1914 sería Alfred H. Tozzer quien lideraría la excavación en distintos montículos. Dentro de estas investigaciones Tozzer caracterizaría una cerámica encontrada en el montículo llamado Coyotlatelco o la colina del coyote, misma que daría pie a que por décadas un tipo específico de cerámica se denominara de esta forma. Por décadas se llegaría a especular que incluso existió una civilización o grupo humano específico denominado de esa manera. Investigaciones recientes han refutado esa teoría.

## Cultura

### Patrimonio
La parroquia de Santiago Ahuizotla está dedicada a Santiago El Mayor y data del siglo XVIII. Se dice que fue construida sobre un antiguo templo tepaneca.

### Tradiciones
La comunidad católica de Ahuizotla realiza una peregrinación a la Basílica de Nuestra Señora de los Remedios desde 1837.